# متحف الصالحي
متحف الصالحي أحد متاحف منطقة القصيم يقع في محافظة عنيزة، أسسه فهد العلي الصالحي، وهو عبارة عن منزل طيني متهالك يعود تاريخه إلى أكثر من ستين عامًا، حيث اشتراه الصالحي في مزاد علني ثم خوله إلى متحف خلال خمسة أشهر وتم تجهيزه للزوار والمهتمين، ويتكون المتحف من ثلاثة ادوار مقامة على مساحة 300م يحتوي الدور الأول على المجلس الشعبي والقبة والمقلط والحوش، فيما يضم الدور الثاني خمس غرف ورواشن تحتوي جميعها على اثاث المنزل النجدي القديم، يضم المتحف العديد من المقتنيات والأدوات التراثية التي تشمل معظم أدوات المنزل القديم إضافة إلى بعض الأدوات التي تستخدم في الزراعة والأسواق وخلافها، كما يضم المتحف سيارات قديمة وعملات معدنية وكتب تراثية.

## وصلات خارجية
- الصالحي يحول منزله إلى متحف مفتوح في عنيزة
- متاحف عنيزة التراثية جهود فردية لتوثيق التاريخ
- متاحف القصيم تستعرض قطعاً تاريخية